# 213 Dywizja Piechoty (III Rzesza)
213 Dywizja Piechoty (niem. 213. Infanterie-Division) – niemiecka dywizja z czasów II wojny światowej, 
Sformowana przez dowództwo Landwehry w Głogowie na mocy rozkazu z 26 sierpnia 1939, w 3. fali mobilizacyjnej w VIII. Okręgu Wojskowym. 15 marca 1941 została przekształcona w 213 Dywizję Bezpieczeństwa (213. Sicherungs-Division)

## Dowódca dywizji
- gen. por. Rene l`Homme de Courbiere (26 VIII 1939 – 15 III 1941)

## Struktura organizacyjna
Skład w sierpniu 1939:
- 318., 354. i 406. pułk piechoty, 213. pułk artylerii, 213. batalion pionierów, 213. oddział rozpoznawczy, 213. oddział przeciwpancerny, 213. oddział łączności, 213. polowy batalion zapasowy;